# Chamaepsila pallida
Chamaepsila pallida är en tvåvingeart som först beskrevs av Carl Fredrik Fallén 1820.  Chamaepsila pallida ingår i släktet Chamaepsila, och familjen rotflugor. Arten är reproducerande i Sverige.